# Batalha do Passo de Dukla
A Batalha do Passo de Dukla, também conhecida como ofensiva de Dukla, Carpatho–Dukla, Rzeszów–Dukla, ou Dukla–Prešov, foi a batalha pelo controle do Passo de Dukla, na fronteira entre a Polônia e a Eslováquia, na Frente Oriental da Guerra Mundial. II entre a Alemanha nazista e a União Soviética em setembro-outubro de 1944. Fez parte da ofensiva estratégica soviética dos Cárpatos Orientais que também incluiu a ofensiva dos Cárpatos-Uzhgorod . O objectivo principal da operação, fornecer apoio à rebelião eslovaca, não foi alcançado, mas concluiu a libertação total da RSS ucraniana.
A Batalha do Passo de Dukla, também conhecida como ofensiva Dukla, Carpatho–Dukla, Rzeszów–Dukla, ou Dukla–Prešov, foi a batalha pelo controle do Passo de Dukla, na fronteira entre a Polônia e a Eslováquia, na Frente Oriental da Guerra Mundial. II entre a Alemanha nazista e a União Soviética em setembro-outubro de 1944. Fez parte da ofensiva estratégica soviética dos Cárpatos Orientais que também incluiu a ofensiva dos Cárpatos-Uzhgorod. O objectivo principal da operação, fornecer apoio à rebelião eslovaca, não foi alcançado, mas concluiu a libertação total da RSS ucraniana.
A resistência alemã na região oriental dos Cárpatos foi muito mais forte do que o esperado. A batalha que começou em 8 de setembro não veria as forças soviéticas do outro lado da passagem até 6 de outubro, e as forças alemãs parariam a sua forte resistência na região apenas por volta de 10 de outubro. Cinco dias para Prešov transformaram-se em cinquenta dias apenas para Svidník, com mais de 70.000 baixas de ambos os lados. Prešov, que deveria ser alcançado em seis dias, permaneceu fora do alcance dos tchecoslovacos durante quatro meses. A batalha seria considerada uma das mais sangrentas de toda a Frente Oriental e da história da Eslováquia; um dos vales da passagem, perto das aldeias de Kapišová, Chyrowa, Iwla e Głojsce, ficaria conhecido como o "Vale da Morte".

## Antecedentes
No verão de 1944, os eslovacos rebelaram-se contra os nazistas e o governo da Checoslováquia apelou à ajuda dos soviéticos. Em 31 de agosto, o marechal soviético Ivan Konev recebeu ordens de preparar planos para uma ofensiva para destruir as forças nazistas na Eslováquia. O plano era atravessar a antiga fronteira entre a Eslováquia e a Polónia nas montanhas dos Cárpatos através do Passo de Dukla, perto de Svidník, para penetrar na Eslováquia propriamente dita.
Entretanto, porém, os alemães fortificaram a região, formando a Karpatenfestung ("fortaleza dos Cárpatos") ou Linha Árpád.

## Batalha

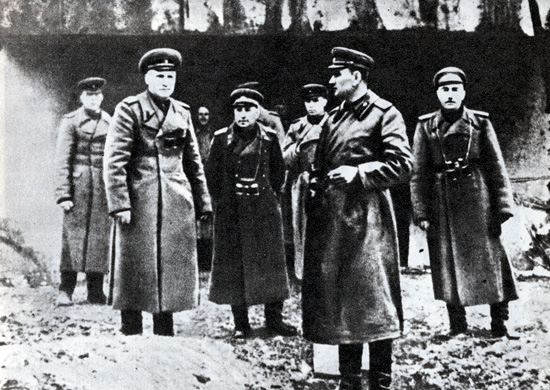
O comandante do 1º Exército de Guardas, Andrei Grechko (segundo à direita), com oficiais do quartel-general do exército na Linha Arpad, nos Cárpatos, em outubro de 1944.

O plano de operação soviético previa que as forças soviéticas cruzassem a passagem e capturassem a cidade de Prešov em cinco dias.
A operação começou em 8 de setembro. Os soviéticos levaram três dias para tomar Krosno (que foi libertada em 11 de setembro). Uma das maiores batalhas na passagem ocorreu na colina 534 e ao redor dela, a noroeste da cidade de Dukla; a batalha para capturar este morro durou de 10 a 20 de setembro, e nesse período o controle do morro mudou mais de 20 vezes. A cidade de Dukla foi libertada em 21 de setembro. A área da antiga fronteira estatal da Tchecoslováquia – pesadamente fortificada pelos alemães – foi libertada em 6 de outubro; demorou quase um mês para as forças soviéticas chegarem à Eslováquia.
A operação Dukla não terminou quando os soviéticos forçaram a passagem. A zona de combate mudou para o Leste da Eslováquia, com as forças soviéticas tentando flanquear e repelir as forças alemãs, ainda fortes e com muitas posições fortificadas. Ao sul da passagem e diretamente a oeste da vila de Dobroslava encontra-se uma área que passou a ser conhecida como o "Vale da Morte". Aqui os blindados soviéticos e alemães se enfrentaram numa reconstituição em miniatura da grande batalha de tanques de Kursk. As forças soviéticas e tchecoslovacas entrariam em Svidník em 28 de outubro. Uma importante posição fortificada alemã perto do passo, a colina 532 "Obšár", seria tomada tão tarde quanto 25 de novembro de 1944.

## Consequências
A Revolta Nacional Eslovaca foi esmagada principalmente no momento em que as unidades soviéticas tomaram os territórios eslovacos; uma das principais razões para isso foi que a resistência alemã no Passo de Dukla foi muito mais pesada do que o esperado. Outro factor foi que as forças insurgentes eslovacas não conseguiram proteger o outro lado do passo, conforme planeado pelos comandantes eslovacos e soviéticos durante os primeiros preparativos.
Em 1949, o governo da Checoslováquia ergueu um memorial e cemitério a sudeste da passagem da fronteira de Dukla, na aldeia de Vyšný Komárnik. Contém os túmulos de várias centenas de soldados soviéticos e tchecoslovacos. Vários outros memoriais e cemitérios também foram erguidos na região.
Em 1956, o clube de futebol ATK Praha mudou seu nome para Dukla Praha (Dukla Praga) em homenagem àqueles que morreram na batalha.

## Ordem de batalha

### União Soviética
- Elementos da 1ª Frente Ucraniana, comando do Marechal Ivan Konev
  - 38º Exército (Kirill Moskalenko)
  - 1º Corpo de Exército da Checoslováquia (Ludvík Svoboda)[4]
- Elementos da 4ª Frente Ucraniana:
  - 1º Exército de Guardas Soviético (Andrei Grechko)

### Alemanha
- Grupo de Exércitos Heinrici
  - 1º Exército Panzer (Gotthard Heinrici)
  - Elementos do Primeiro Exército Húngaro (Dezső László)